# Jeannette Meyer Thurber
 (mai 2025).
Jeannette Meyer Thurber, née le 29 janvier 1850 à Delhi et morte le 2 janvier 1946 à Bronxville, est une mécène américaine engagée dans la promotion de l’éducation musicale. 
Pionnière dans son domaine, elle fonde en 1885 le Conservatoire national de musique américain (en), avec l’ambition d’en faire une institution publique nationale, accessible à tous sans distinction de sexe, d’origine ou de situation sociale. 
Inspirée par les modèles européens de formation artistique, elle milite toute sa vie pour une démocratisation de l’enseignement musical aux États-Unis. Grâce à son réseau d’influence et à sa fortune, elle attire des figures majeures comme Antonín Dvořák à la tête du conservatoire, soutient des projets d’opéra en anglais et défend l’inclusion des Afro-Américains dans le monde musical.

## Biographie

### Enfance et éducation
Jeannette Meyer Thurber naît le 29 janvier 1850 à Delhi dans l’État de New York, au sein d’un foyer où la musique occupe une place importante. Sa mère, Annamarie Coffin Price, est issue d'une ancienne famille de la Nouvelle-Angleterre. Son père, Henry Meyer, est un immigrant danois naturalisé citoyen américain en 1837. Amateur de musique, il joue du violon dans un quatuor à cordes. 
Elle reçoit une éducation privée entre New York et Paris, puis étudie la musique au Conservatoire de Paris pendant sa jeunesse. Elle est initiée très tôt à la musique par son père, ce qui contribue à nourrir sa passion pour la pratique et la diffusion musicales.

### Carrière dans le mécénat musical

#### Premiers engagements (années 1870-1880)
Jeannette Thurber fonde ses projets musicaux sur une conviction : les élites sociales et économiques ont un devoir patriotique de contribuer à la culture, notamment en soutenant la formation artistique des jeunes talents américains. Elle aurait eu l’idée d’un conservatoire national et d’une troupe d’opéra affiliée dès la fin des années 1860, durant un séjour en France alors qu’elle étudiait au Conservatoire de Paris. Cette volonté est renforcée par les nombreuses publications de l’époque dénonçant le manque de débouchés pour les chanteurs américains formés en Europe. Dès 1878, elle mobilise des mécènes new-yorkais pour financer leurs prestations publiques. Elle est aussi marquée par le succès des opéras chantés en anglais, comme ceux portés par la soprano Emma Abbott, qui prouve qu’un opéra en langue vernaculaire peut séduire un large public.
En 1883, Jeannette Thurber commence à financer des projets musicaux, dont des concerts gratuits pour la jeunesse dirigés par Theodore Thomas à New York. L’année suivante, elle soutient le premier festival américain consacré à l’œuvre de Richard Wagner, également sous la direction de Thomas Theodore, malgré d'importantes pertes financières,. Elle finance également des bourses pour permettre à de jeunes Américains d’étudier la musique en Europe.

#### American Opera Company(1885–1887)
En parallèle, Jeannette Thurber fonde en 1885, l’American Opera Company (en), qui vise à offrir un opéra de qualité accessible au plus grand nombre. La compagnie rejette le star-system, favorise les chanteurs américains et présente les opéras en anglais. Elle connaît deux saisons artistiquement réussies, mais ses lourdes pertes financières entraînent sa faillite en 1887.
Le projet de compagnie d'opéra en anglais de celle-ci s’inscrit également dans un contexte de débat culturel. Inspirée par les idées du critique Henry Edward Krehbiel (en) et du chef d’orchestre Theodore Thomas, elle partage la conviction qu’un opéra véritablement américain doit s’éloigner du modèle italien dominant, perçu comme trop mondain, et privilégier une expression dramatique plus authentique. Elle juge le manque de troupes lyriques permanentes en anglais comme une véritable honte nationale. L’essor du répertoire allemand au Metropolitan Opera dans les années 1880 renforce son ambition de proposer une alternative vernaculaire et accessible.

#### National Conservatory of Music of America (1885–vers 1930)
En 1885, Jeannette Thurber fonde le National Conservatory of Music of America grâce à une charte de l’État de New York. Cette institution devient l'une des plus influentes du pays, se distinguant par une politique inclusive rare pour l’époque : elle accueille femmes, Afro-Américains, étrangers et personnes en situation de handicap. Thurber y introduit des méthodes pédagogiques innovantes, notamment l’enseignement du solfège inspiré du Conservatoire de Paris. Dès sa fondation, l’établissement attire un public étudiant particulièrement diversifié, ce qui en fait une exception notable dans l’Amérique des années 1880.

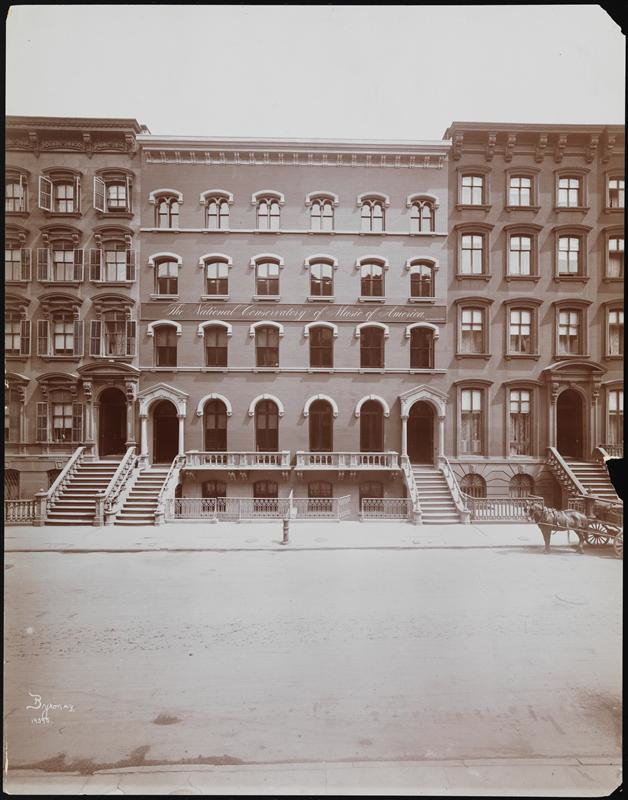
Façade du National Conservatory of Music of America.

L’école est ouverte à tous les Américains ayant démontré des aptitudes musicales, sans condition de ressources ou de formation préalable. Grâce à son réseau de mécènes new-yorkais, Thurber parvient à réunir une équipe pédagogique prestigieuse. Elle envisage d’abord de recruter le compositeur Jean Sibelius, finalement indisponible. Elle parvient alors à convaincre Antonín Dvořák, qu’elle fait venir du Conservatoire de Prague en lui proposant une rémunération attractive : 15 000 $ par an, à une époque où un ouvrier américain moyen gagne à peine plus de 400 $.
Le conservatoire attire également d'autres professeurs de renom tels que Jacques Bouhy, Emma Fursch-Madi, Victor Herbert ou Horatio Parker. Antonín Dvořák en devient directeur de 1892 à 1895. Sous son impulsion, l’école contribue à forger une identité musicale américaine nourrie de chants populaires et de spirituals afro-américains, notamment grâce à la collaboration avec l’étudiant Harry Burleigh (en). Dvořák compose alors plusieurs œuvres majeures, dont sa célèbre Symphonie du Nouveau Monde, directement inspirée par le contexte multiculturel du conservatoire,,.
En 1891, le Conservatoire obtient une charte du Congrès, devenant ainsi la seule institution artistique américaine habilitée à délivrer des diplômes reconnus au niveau national.
Le 23 janvier 1894, Thurber organise un concert caritatif au Madison Square Garden Concert Hall, dirigé par Dvořák, pour le Herald Free Clothing Fund. Ce concert inédit réunit un chœur noir de 130 personnes, l’orchestre étudiant du Conservatoire, la soprano Sissieretta Jones, le baryton Harry T. Burleigh et le compositeur afro-américain Maurice Arnold, qui dirige ses propres œuvres. L’événement reçoit un accueil enthousiaste du public et de la presse new-yorkaise.
Quelques jours plus tard, la Women’s Loyal Union publie dans le New York Herald une lettre de soutien à Thurber, saluant sa politique d’admission et son action en faveur de l’émancipation des Afro-Américains par la culture. Ce geste s’inscrit dans un mouvement plus large porté par des militantes telles que Susan Elizabeth Frazier (en) et Victoria Earle Matthews (en), engagées dans les luttes pour la justice raciale et les droits civiques des femmes noires.

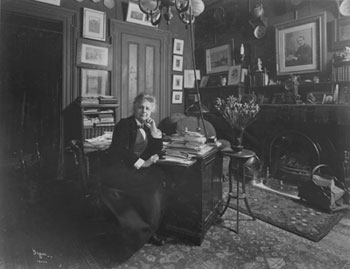
Jeanette Thurber dans son bureau.

En 1898, Thurber adresse une pétition au Congrès pour créer un nouvel institut financé à hauteur de 200 000 $, avec un système d’admission gratuite sur concours et recommandation parlementaire. Mais l’initiative échoue dans un contexte politique tendu. Trois ans plus tard, une charte est tout de même accordée pour un conservatoire national de musique à Washington, mais sans budget. Le projet est réaffirmé en 1921, puis tombe dans l’oubli.
Malgré sa notoriété, le conservatoire décline progressivement faute de soutien durable. Un projet de relocalisation à Washington et des démarches pour obtenir un financement fédéral échouent. L’établissement continue d’exister jusqu’aux environs de 1930, avant d’être officiellement dissous en 1952. Une tentative de relance a lieu en 1921 sous la présidence de Woodrow Wilson, qui autorise la création de branches régionales, sans succès.

### Vie privée
En 1869, Jeannette Meyer épouse Francis Beattie Thurber, également originaire de Delhi, qu’elle a rencontré durant son adolescence. Homme d'affaires new-yorkais actif dans le commerce de gros, la politique et les débats publics, il rejoint l’entreprise familiale H. K. and F. B. Thurber Company, spécialisée dans les produits alimentaires. À la retraite de son frère Horace en 1884, il en devient le directeur, transformant la société en une affaire prospère à l’échelle internationale. Ce succès permet au couple d’intégrer les cercles du nouveau riche new-yorkais.
Grâce à la situation économique confortable de son époux, Jeannette Meyer Thurber bénéficie d’une indépendance matérielle qui lui permet de se consacrer pleinement à ses projets culturels. Elle s’appuie sur son réseau social et les moyens financiers du couple pour soutenir des initiatives artistiques d’envergure, notamment la création du National Conservatory of Music. Le couple a deux filles, dont l’une, Marrianne Thurber, deviendra brièvement actrice au Fifth Avenue Theatre de New York. La famille possède également une résidence d’été à Onteora Park, dans les Catskills, qui accueille de nombreuses personnalités du monde artistique et intellectuel.

### Fin de vie et héritage
Dans les années 1920 et 1930, Jeannette Meyer Thurber participe à d’autres organisations féminines et éducatives, notamment la YWCA, la Woman's Exchange Movement (en) et la Woman’s Art School de la Cooper Union.
Elle meurt le 2 janvier 1946 à Bronxville, dans l’État de New York, à l’âge de 95 ans. Son action a marqué durablement l’histoire de l’éducation musicale aux États-Unis. Elle est aujourd’hui reconnue pour son engagement en faveur d’une éducation artistique accessible et soutenue par les pouvoirs publics.